# Gnophos tristaria
Gnophos tristaria är en fjärilsart som beskrevs av Culot 1928. Gnophos tristaria ingår i släktet Gnophos och familjen mätare. Inga underarter finns listade i Catalogue of Life.